# Дельхайе, Карл
Карл Дельхайе (нем. Karl Del'Haye; 18 августа 1955, Ахен) — немецкий футболист, играл на позиции полузащитника.

## Карьера
Карл родился и вырос в Ахене, до 18 лет занимался в школе главной команды Ахена — «Алемании», с ней же и подписал первый профессиональный контракт. Отыграв один сезон в регионаллиге, его заметили в мёнхенгладбахской «Боруссии» и вскоре он стал игроком этой команды. Дебютировал в Бундеслиге 10 сентября 1974 года в матче третьего тура того сезона против берлинской «Теннис-Боруссии», закончившемся победой мёнхенгладбахцев со счётом 3:1. Карл на 61-й минуте заменил Юппа Хайнкеса. Заиграть в «Боруссии» удалось не сразу: первые два сезона он по большей части лишь тренировался с командой, следующие три сезона он находился между скамейкой и основой. Лишь в сезоне 1979/80 он отыграл практически весь чемпионат. Всего в «Боруссии» он провёл 6 сезонов, в которых сыграл 97 матчей и забил 14 мячей. Вместе с ней он становился чемпионом Германии, выигрывал Кубок УЕФА и выходил в финал Кубка Чемпионов.
Перед сезоном 1980/81 его за 1,3 миллиона марок купила «Бавария». Этот переход был очень ошибочен со стороны Карла: мюнхенском клубу он не был нужен, его покупали лишь для того, чтобы ослабить противника. За пять сезонов в «Баварии» он, конечно, выигрывал чемпионат и кубок Германии, выходил в финал Лиги Чемпионов, но практически не играл. На его счету всего 74 проведённых матча и 7 забитых мячей.
Свою карьеру Карл заканчивал в дюссельдорфской «Фортуне», так как более серьёзным клубам он был уже не нужен.

## Карьера в сборной
2 апреля 1980 года дебютировал в сборной Германии в товарищеском матче со сборной Австрии, закончившемся победой немецкой дружины со счётом 1:0 благодаря голу на 34-й минуте Ханси Мюллера. Карл появился на поле на 71-й минуте, заменив при этом Клауса Аллофса. Всего в сборной провёл два матча — второй выпал на матч группового раунда чемпионата Европы 1980 года, где немецкая команда стала чемпионом.

## Достижения
Сборная Германии
- Чемпион Европы 1980 года

«Боруссия М»
- Победитель Бундеслиги: 1974/75, 1975/76, 1976/77
- Серебряный призёр Бундеслиги: 1977/78
- Победитель Кубка УЕФА: 1974/75, 1978/1979
- Финалист Кубка УЕФА: 1979/1980
- Финалист Лиги Чемпионов: 1976/77

«Бавария»
- Победитель Бундеслиги: 1980/81, 1984/85
- Бронзовый призёр Бундеслиги: 1981/82
- Победитель кубка Германии: 1981/82, 1983/84
- Финалист кубка Германии: 1984/85
- Финалист Лиги Чемпионов: 1981/82